# Janay DeLoach Soukup
Cynthia "Janay" DeLoach Soukup (ur. 12 października 1985) – amerykańska lekkoatletka specjalizująca się w skoku w dal. 
Dziesiąta zawodniczka igrzysk panamerykańskich z Rio de Janeiro (2007). W 2011 była szósta podczas mistrzostw świata, a na początku 2012 została halową wicemistrzynią świata. Brązowa medalistka igrzysk olimpijskich w Londynie (2012). 
Stawała na podium mistrzostw USA (także w pięcioboju oraz na 60 metrów przez płotki). W 2014 zajęła 5. miejsce w biegu na 60 metrów przez płotki podczas halowych mistrzostw świata w Sopocie.
We wrześniu 2012 roku wyszła za Patricka Soukupa.
Rekordy życiowe: skok w dal (stadion) – 7,03 (1 lipca 2012, Eugene); skok w dal (hala) – 6,99 (27 lutego 2011, Albuquerque); bieg na 60 metrów przez płotki – 7,82 (23 lutego 2014, Albuquerque).

## Osiągnięcia
| Rok  | Impreza                   | Miejsce        | Lokata            | Wynik |
| ---- | ------------------------- | -------------- | ----------------- | ----- |
| 2007 | Igrzyska panamerykańskie  | Rio de Janeiro | 10. miejsce       | 6,04  |
| 2011 | Mistrzostwa świata        | Daegu          | 6. miejsce        | 6,56  |
| 2012 | Halowe mistrzostwa świata | Stambuł        | 2. miejsce        | 6,98  |
| 2012 | Igrzyska olimpijskie      | Londyn         | 3. miejsce        | 6,89  |
| 2013 | Mistrzostwa świata        | Moskwa         | 11. miejsce       | 6,44  |
| 2015 | Mistrzostwa świata        | Pekin          | 8. miejsce        | 6,67  |
| 2016 | Halowe mistrzostwa świata | Portland       | 4. miejsce        | 6,89  |
| 2016 | Igrzyska olimpijskie      | Rio de Janeiro | el. – 13. miejsce | 6,50  |